# Frans Post
Frans Janszoon Post (ur. 17 listopada 1612 w Lejdzie, pochowany 17 lutego 1680 w Haarlemie) – holenderski malarz pejzażysta. Uważany jest za pierwszego Europejczyka, który malował krajobrazy Ameryki Południowej.
Urodził się w rodzinie Jana Janszoona Posta, malarza szkła. Jego starszym bratem był Pieter Post, architekt holenderski. W latach 1637–1644 Frans Post brał udział w wyprawie do Brazylii zorganizowanej przez Kompanię Zachodnioindyjską i towarzyszył Mauritzowi Johanowi von Nassau-Siegen gubernatorowi generalnemu holenderskiej Brazylii. W czasie podróży artysta namalował kilka obrazów i wykonał wiele dokładnych rysunków i szkiców, które posłużyły mu później do dalszej pracy. Po powrocie do Holandii malarz osiadł w Haarlemie, wstąpił do gildii św. Łukasza i mieszkał tam do śmierci. W 1650 roku ożenił się z Jannetje Bogaert, córką profesora Salomona Bogaerta z haarlemskiej Latijnsche School, miał z nią dwóch synów, którzy nie przeżyli ojca.
Frans Post malował przede wszystkim brazylijskie pejzaże. Przedstawiał na nich florę i faunę Nowego Świata oraz niewielkie scenki rodzajowe z tubylcami. Jego prace odznaczają się dokładnością i precyzją wykonania, świeżą kolorystyką i nastrojowością. Za życia był ceniony głównie ze względu na egzotykę przedstawień, w wieku XX uważano go za prymitywistę i porównywano do Celnika Rousseau. Obecnie krytycy sztuki zwracają szczególną uwagę na spontaniczny i bardzo indywidualny sposób obrazowania stosowany przez Posta.
Największe zbiory prac Posta posiadają Muzeum w Luwrze, Rijksmuseum, National Gallery of Ireland i Ham House w Londynie. Obrazy zgromadzone w Luwrze pochodzą z darowizny jaką otrzymał w 1679 Ludwik XIV od Mauritza von Nassau-Siegen, służyły one jako wzory do wykonania tapiserii w Manufacture des Gobelins.

## Prace

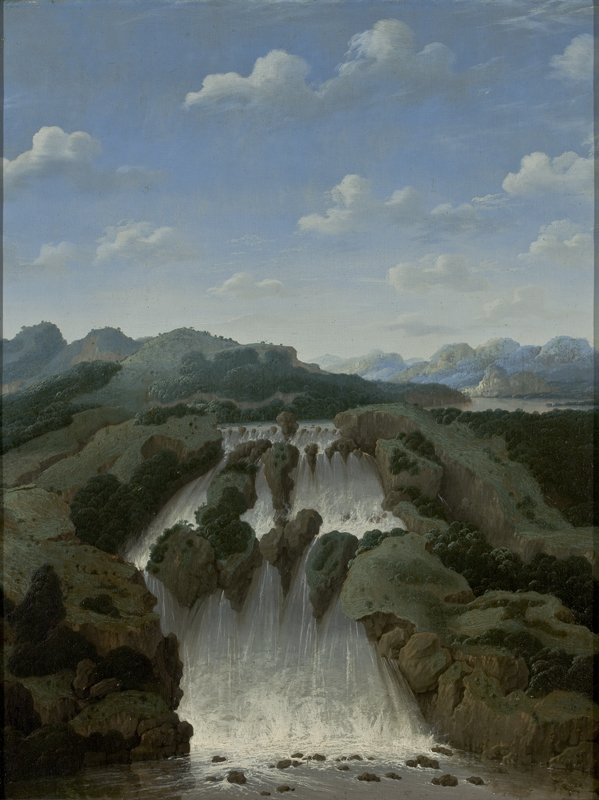
Wodospad Paulo Afonso, 1649
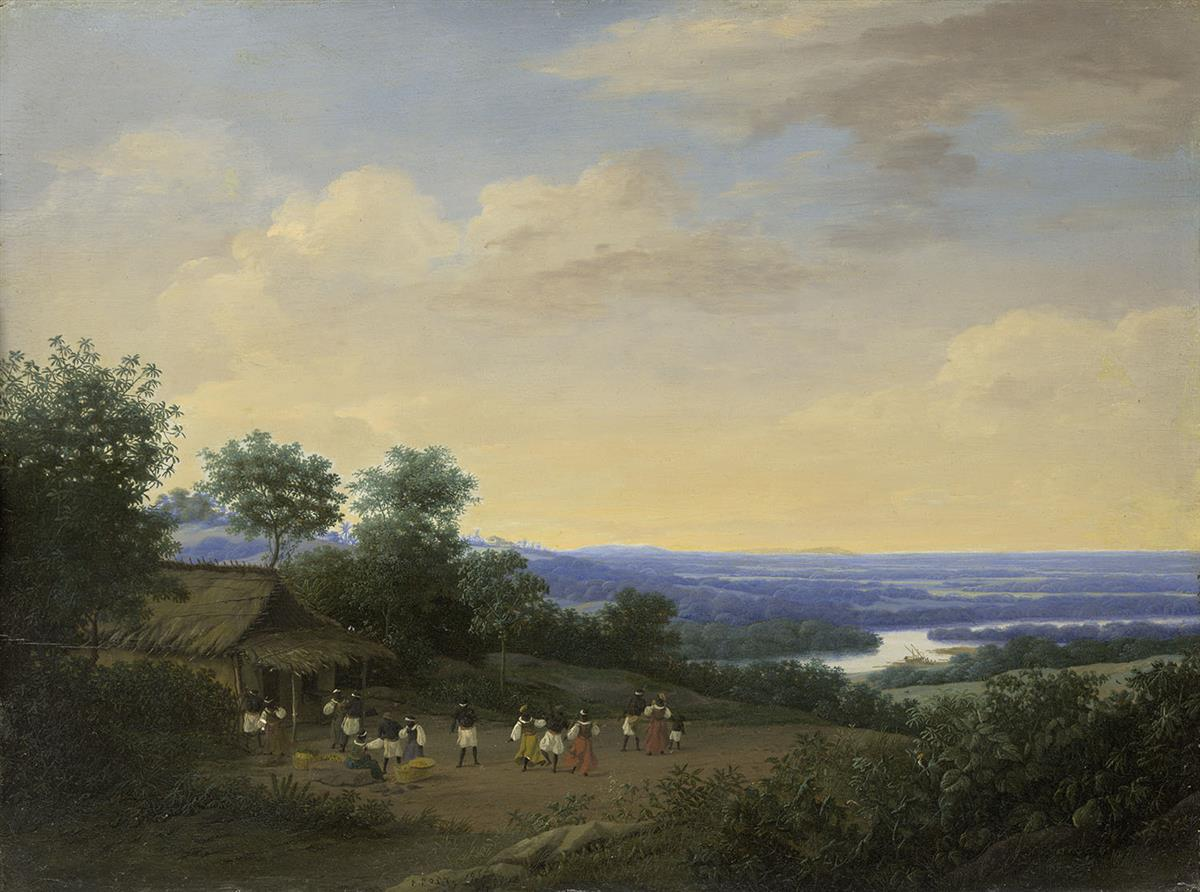
Brazylijski pejzaż, 1656
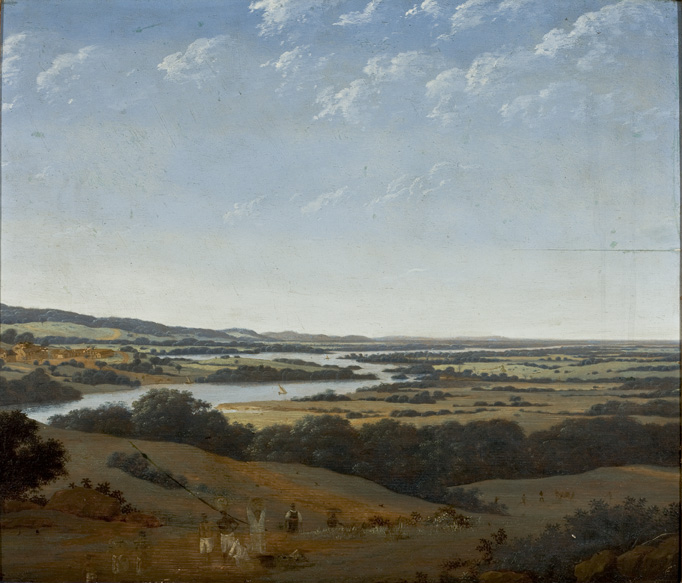
Pejzaż Pernambuco, 1668
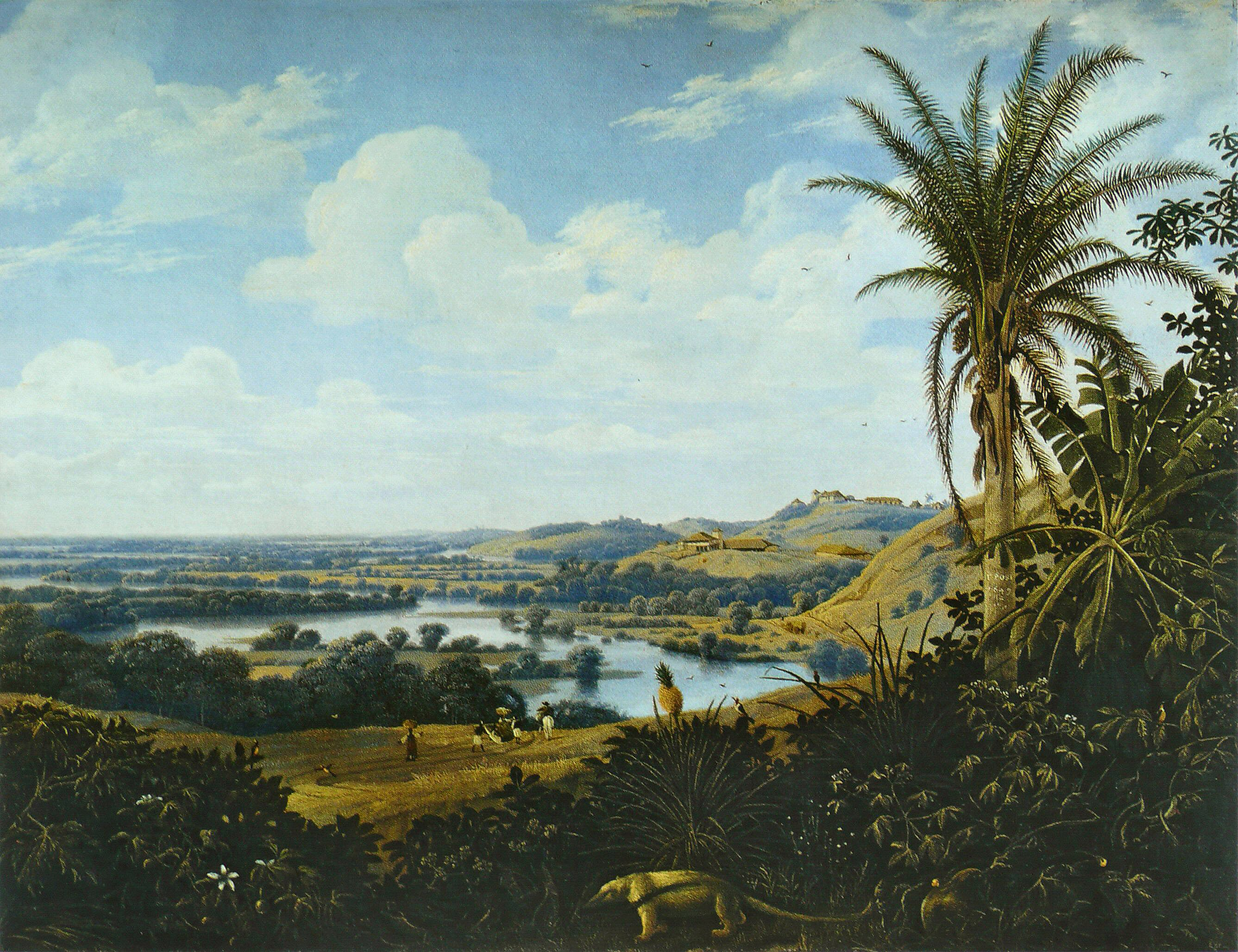
Brazylijski pejzaż z mrówkojadem, 1649